# Comuna de Rząśnia
Rząśnia (polaco: Gmina Rząśnia) é uma gminy (comuna) na Polónia, na voivodia de Lodz e no condado de Pajęczański. A sede do condado é a cidade de Rząśnia.
De acordo com os censos de 2004, a comuna tem 4822 habitantes, com uma densidade 55,8 hab/km².

## Área
Estende-se por uma área de 86,37 km², incluindo:
- área agricola: 80%
- área florestal: 13%

## Demografia
Dados de 30 de Junho 2004:
|                      | Total   | Total | Mulheres | Mulheres | Homens  | Homens |
| -------------------- | ------- | ----- | -------- | -------- | ------- | ------ |
|                      | pessoas | %     | pessoas  | %        | pessoas | %      |
| População            | 4822    | 100   | 2477     | 51,4     | 2345    | 48,6   |
| Densidade (pop./km²) | 55,8    | 100   | 28,7     | 28,7     | 27,2    | 27,2   |

De acordo com dados de 2002, o rendimento médio per capita ascendia a 1986,03 zł.

## Subdivisões
- Augustów, Będków, Biała, Broszęcin, Gawłów, Kodrań, Krysiaki-Marcelin, Rekle, Rząśnia, Stróża, Suchowola, Suchowola-Majątek, Zabrzezie, Zielęcin, Żary.

## Comunas vizinhas
- Kiełczygłów, Pajęczno, Rusiec, Strzelce Wielkie, Sulmierzyce, Szczerców